# Гита Серењи
Гита Серењи (13. март 1921 — 14. јун 2012) била је историчарка, биографкиња и истраживачки новинар, позната по интервјуима и профилима контроверзним личностима, као што су Мери Бел, која је осуђена 1968. због убиства двоје деце када је и сама била дете, и Францом Штанглом, командантом логора смрти Треблинка.
Написала је пет књига, укључујући Случај Мери Бел: Портрет детета које је убило (енгл. The Case of Mary Bell: A Portrait of a Child Who Murdered, 1972) и Алберт Шпер: Његова битка са истином (енгл. Albert Speer: His Battle with Truth, 1995).

## Биографија
Серењи је рођена у Бечу, Аустрија 1921. Отац јој је био мађарски протестант и аристократа Фердинанд Серењи. Умро је кад је имала две године. Мајка јој је била бивша глумица јеврејског порекла из Хамбурга, Маргит Херцфелд. Њен очух је био економиста Лудвиг фон Мисес.
Када је имала тринаест година, воз којим је путовала у интернат у Британију је задржан у Нирнбергу, и том приликом је присуствовала Митингу у Нирнбергу. Након што је у школи написала есеј о митингу, учитељ јој је дао да прочита Мајн кампф, како би могла да разуме чему је присуствовала. Након што су нацисти припојили Аустрију Немачкој 1938, Гита Серењи се преселила у Француску, где је радила као неговатељица у сиротишту за време немачке окупације, све док није морала да побегне из земље због веза са Француским покретом отпора.
Након Другог светског рата, је радила за Управу Уједињених нација за помоћ и рехабилитацију на помоћи избеглицама у окупираној Немачкој. Међу њеним задужењима је било поновно спајање деце коју су нацисти киднаповали како би их васпитали као „Аријевце“ са њиховим породицама. Ово су често била врло трауматична искуства за децу, јер се она нису увек сећала својих породица, али када је била у пратњи воза који је такву децу одвео назад у Пољску, видела је радост породица којима су враћена њихова деца.
Присуствовала је Суђењима у Нирнбергу током четири дана 1945. као посматрач, и тамо је први пут видела Алберта Шпера о коме је касније написала књигу Алберт Шпер: Његова битка са истином. За ову књигу је 1995. добила награду „Џејмс Тејт блек меморијал“. Књигу је касније сценариста Дејвид Едгар прерадио у представу Алберт Шпер, коју је у Националном позоришту режирао Тревор Нун 2000. године. О овој књизи је врло похвално говорио чак и велики противник Гите Серењи и симпатизер нациста, Дејвид Ирвинг: „Мањи недостаци на страну (послао сам јој осам страница исправки из затвора), њена биографија Алберта Шпера је бриљантна. Добио сам је у том аустријском затвору, и нисам могао да престанем да је читам.“
Удала се за Дона Ханимена 1948. и преселила се у Лондон, где су одгајали своје двоје деце. Дон Ханимен (умро 1. јуна 2011) је био фотограф који је између осталог радио за Вог, Дејли телеграф и Сандеј тајмс. Постер Че Геваре на црвеној позадини (1968) је једна од његових најпознатијих креација.
Од средине шездесетих и током седамдесетих година двадесетог века, учестало је писала за Дејли телеграф магазин под уредништвом Џона Анстија. Чланци које је писала у овом периоду су често били о младим људима, социјалним службама, деци и њиховом односу са друштвом. Ово је довело до тога да је радила на извештајима са суђења једанаестогодишњој Мери Бел (која је осуђена због убиства двоје деце) а касније је написала своју прву истраживачку књигу о овом случају.

## Писање

### Књиге
Књига Случај Мери Бел је први пут објављена 1972, након суђења Мери Бел; у припреми за књигу, Серењи је интервјуисала породицу Мери Бел, њене пријатеље и професионалце који су се старали о њој током суђења. Уредник књиге је била Дајана Етхил која је такође уређивала и њену књигу У тај мрак (енгл. Into That Darkness).
У тај мрак (такође написана након првобитног чланка за часопис Телеграф) је представљала испитивање кривице Франца Штангла, команданта логора смрти Треблинка и Собибор. Провела је 60 сати интервјуишући га у затвору за потребе чланка, и на крају је Штангл коначно признао своју кривицу; умро је од срчаног удара деветнаест сати касније.
Године 1998, је произвела контроверзе у британској штампи када је објављена њена друга књига о Мери Бел,  и када је објавила да ће зараду од издавачке куће МакМилан поделити са Мери Бел чија сарадња јој је омогућила да напише књигу. Гиту Серењи је због овога испрва била критикована и од стране новинара и од стране британске владе, али је књига убрзо постала, а и даље је, стандардна литература за професионалце који раде са проблематичном децом.
Серењи је о својој последњој књизи, Немачка траума (енгл. The German Trauma, 2002) написала: „Деветнаест поглавља у овој књизи, која се сва интимно тичу Немачке пре, током, и од пада Трећег рајха, описују мање или више редом оно шта сам видела и сазнала од 1938 до 1999, дакле готово током целог животног века.“

### Тужба Дејвида Ирвинга
Британски писац Дејвид Ирвинг, који је контроверзан због негирања холокауста, је тужио Гиту Серењи и Гардијан медија групу због две рецензије у часопису Обзервер, где је Серењи тврдила да је он намерно фалсификовао историјске податке у покушају да рехабилитује нацисте. Ирвинг је гајио лични анимозитет према Гити Серењи, коју је називао „тај збрчкани ловац на нацисте“. Она је успешно побијала његове тврдње након што је објавио књигу Хитлеров рат. Када је 1977. Серењи прегледала изворе којима је Ирвинг поткрепио свој закључак да Хитлер није знао ништа о Коначном решењу, и стога није могао да буде наредбодавац, и пронашла је да је Ирвинг изоставио делове који би побијали његову тврдњу. Иако случај није стигао до суда, припрема правне одбране је Гардијан медија групу коштала 800.000 фунти. Дејвид Ирвинг је написао умрлицу за Гиту Серењи на свом сајту дан након њене смрти 2012.

## Смрт
Гита Серењи је умрла кад је имала 91 годину, 14. јуна 2012, након дуге болести у болници Аденбрукс у Кембриџу